# Grande Prêmio de Mônaco de 2018
O Grande Prêmio de Mônaco de 2018 (formalmente denominado Formula 1 Grand Prix de Monaco 2018) foi a sexta etapa da temporada de 2018 da Fórmula 1. Disputada em 27 de maio de 2018 no Circuito de Mônaco, Monte Carlo, Mônaco

## Relatório

### Treino Livre
No terceiro treino livre, Max Verstappen perdeu o controle de seu carro na curva 16 e bateu forte no muro, resultando em uma bandeira vermelha. Verstappen saiu ileso do acidente. Entretanto, devido aos grandes danos provenientes do impacto, o carro da RBR não foi totalmente consertado a tempo, apesar do grande esforço da equipe, e com isso, Verstappen não conseguiu participar do treino classificatório. Verstappen foi liberado para a corrida e largará em último.

### Treino Classificatório
Q1
Com Verstappen fora, Ricciardo já dominou a primeira parte do treino. Na primeira série de tentativas, o australiano fez 1m12s013, superando em 0s670 o surpreendente Fernando Alonso, com Sergey Sirotkin em terceiro. As duplas de Ferrari e Mercedes pegaram tráfego e não encaixaram uma boa volta no começo. Mas logo em seguida, Vettel, Hamilton e Raikkonen passaram a ocupar do segundo ao quarto lugares, mesmo pegando trânsito de novo.
Quem assustou no Q1 foi Valtteri Bottas, que, faltando quatro minutos para o fim era apenas o 15º colocado e, se perdesse mais uma posição, sairia da zona de classificação. O finlandês chegou a cair para 17º, mas, a menos de dois minutos da bandeirada, ele se salvou ao subir para terceiro.
A grande decepção do Q1 foi Kevin Magnussen, que foi o último colocado entre os pilotos que entraram na pista, em 19º. Chamou também a atenção a queda de desempenho de Brendon Hartley, que, depois do sétimo lugar no terceiro treino livre, foi o 16º e acabou eliminado.
Eliminados: Brendon Hartley (Toro Rosso), Marcus Ericsson (Sauber), Lance Stroll (Williams), Kevin Magnussen (Haas) e Max Verstappen (Red Bull Racing).
Q2
Logo no começo do Q2, Daniel Ricciardo continuou seu domínio em Mônaco ao fazer a melhor volta da história da pista até aquele momento, com o incrível tempo de 1m11s353! No entanto, Vettel também melhorou bastante e ficou apenas 0s165 atrás, o que fazia prever uma disputa mais acirrada pela pole position.
De novo a Mercedes enfrentou dificuldades com o tráfego e estava com seus dois carros fora do top 10 faltando cinco minutos para o fim do Q2. Mas Hamilton conseguiu encaixar uma volta suficiente para colocá-lo em terceiro, enquanto Bottas subiu para quinto, atrás de Raikkonen. O Homem de Gelo ainda melhorou e subiu para segundo, enquanto Ricciardo melhorou mais ainda o seu tempo para 1m11s278.
Destaque ainda para a Force India, que levou Esteban Ocon (sexto) e Sergio Perez (sétimo) de novo ao Q3, enquanto Fernando Alonso também avançou, assim como Carlos Sainz e Pierre Gasly, que deixou Nico Hulkenberg fora por apenas 0s098.
Eliminados: Nico Hülkenberg (Renault), Stoffel Vandoorne (McLaren), Sergey Sirotkin (Williams), Charles Leclerc (Sauber) e Romain Grosjean (Haas).
Q3
Quem previa um Q3 mais disputado ficou decepcionado de cara. Daniel Ricciardo voltou a quebrar o recorde extraoficial da pista logo na sua primeira tentativa no Q3. O australiano se tornou o primeiro piloto da história a baixar da casa de 1m11 ao cravar 1m10s810, deixando seu mais direto perseguidor naquele momento, Lewis Hamilton, a 0s451.
Com uma boa volta, Sebastian Vettel garantiu seu lugar na primeira fila ao cravar 1m11s039, enquanto Hamilton, apesar de ter melhorado seu próprio tempo, não passou da terceira posição. Ricciardo chegou a fazer uma última tentativa e ficou a apenas 0s036 do próprio tempo, comprovando o domínio avassalador da RBR no Principado.

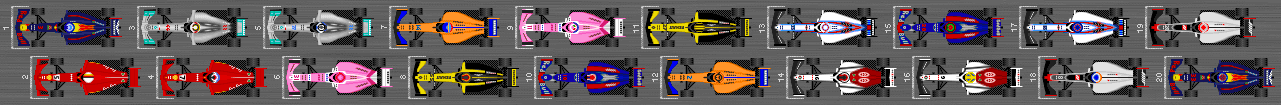
Grid de Largada

### Corrida
Pouco antes da largada, a Williams se atrapalhou e cometeu uma irregularidade e erro ao não colocar os pneus no carro de Sergey Sirotkin no limite de três minutos para a volta de apresentação. O russo, que tinha largado em 13º, ficou ameaçado de sofrer punição pela direção de prova, o que acabou se confirmando com nove minutos de corrida. Sirotkin teve de cumprir um stop & go.
O início da prova foi razoavelmente tranquilo, com Daniel Ricciardo mantendo a dianteira sem muitos problemas. No extremo oposto do grid, Max Verstappen já ganhava as posições das Haas de Romain Grosjean e Kevin Magnussen e subia para 18º. O holandês veio com estratégia diferente da maioria dos seus oponentes e largou com os pneus ultramacios.
A pista estava seca em Mônaco, apesar da garoa que havia dado as caras na região do circuito cerca de uma hora antes da largada. O céu, contudo, estava nublado, e a chuva ainda seguia como ameaça durante a prova. Ricciardo controlava uma ligeira vantagem de 1s3 para Vettel após cinco voltas, com Hamilton vindo em terceiro, mas reclamando de um carro "muito lento". E Verstappen, no fim do pelotão, começava a abrir caminho ao passar também Marcus Ericsson.
Com 11 voltas de corrida, Lance Stroll tinha o pneu dianteiro esquerdo furado. O canadense logo foi aos boxes da Williams e fez a troca não apenas do pneu, mas também da asa dianteira. Péssimo começo de corrida para a Williams, belo início para Verstappen, que já ocupava a 14ª posição.
Uma volta depois, Hamilton mudou a estratégia e antecipou seu pit-stop, com a Mercedes calçando pneus ultramacios para ir até o fim. Lewis voltou em sexto, atrás de Esteban Ocon, mas conseguiu fazer a ultrapassagem sobre a Force India na saída do túnel. Na abertura da volta 17, foi a vez de Vettel fazer sua parada. Repetindo a Mercedes, a Ferrari também trocou os hipermacios pelos ultramacios no carro do tetracampeão do mundo.
Em seguida, foi a vez de Ricciardo parar para trocar os pneus. Diferente do que foi em 2016, desta vez a Red Bull não vacilou e fez um belo trabalho nos boxes. Daniel manteve a dianteira e tinha ultramacios para ir até o fim. No entanto, a equipe taurina estava no 'escuro', já que sequer chegou a andar com os pneus roxos no fim de semana.
Verstappen continuava crescendo na corrida e alcançava a zona de pontuação, ainda na esteira dos pit-stops dos adversários. Era um dos grandes nomes de uma corrida bastante morna e sem muitas manobras de ultrapassagem. Räikkönen e Valtteri Bottas, que vinha com estratégia diferente no seu segundo stint e estava com os pneus supermacios.
O australiano apontou perda de potência do motor Renault e permitiu a aproximação de Vettel. "Você tem problemas, sabemos o que é. Mantenha o foco", pedia a Red Bull a Daniel via rádio. E o australiano respondeu na pista, conseguindo se manter, na raça, à frente de Vettel.
As conversas no rádio de Ricciardo continuavam. "Vai dar para melhorar?", perguntou o piloto, que recebeu uma resposta negativa da equipe taurina. E a Ferrari informava Vettel que Daniel seguia com problemas. A diferença entre os dois era de pouco menos de 1s com 33 voltas completadas.
Pouco mais atrás, Pierre Gasly fazia brilhante corrida e esticava ao máximo seu stint com os pneus hipermacios até mais de metade da corrida para fazer o pit-stop quando estava em sexto lugar e ponhou os pneus os supermacios para ir até o fim. Quem se queixava dos pneus era Hamilton, mas a Mercedes viu que seu carro tinha ritmo até para chegar em Vettel e o manteve na pista. Com 44 voltas, os três primeiros estavam separados por cerca de apenas 3s.
Verstappen era o nono quando finalmente fez seu pit-stop, com a Red Bull trocando os ultramacios pelos pneus hipermacios. Assim, o único ainda com pit-stop pendente era Nico Hülkenberg, que aparecia em sexto com a Renault. Quando finalmente trocou pneus, o alemão voltou em décimo, que virou nono lugar depois que Fernando Alonso abandonou por conta de problemas no câmbio da sua McLaren. Foi a primeira vez na temporada que o bicampeão não completou uma prova.
Verstappen continuava dando show na pista e fazia espetacular ultrapassagem sobre o ex-colega de Toro Rosso Carlos Sainz, por fora, na chicane do Porto, ganhando a nona posição da prova. Max era um dos grandes nomes da disputa, assim como Esteban Ocon em sexto e Pierre Gasly logo atrás, na sétima posição. E Ricciardo, no braço, continuava à frente de Vettel com 18 voltas para o fim da corrida.
Além da briga pela ponta, com Vettel sempre perto de Ricciardo, a batalha pelo sétimo lugar também chamava a atenção, com Gasly liderando o pelotão à frente de Hülkenberg e Verstappen. Ocon também fazia bela prova e tinha melhor performance dos pneus, o bastante para fazê-lo encostar de vez em Bottas, que já não tinha o melhor rendimento com os supermacios.
Com seis voltas para o fim, Charles Leclerc, piloto da casa, perdeu o freio da sua Sauber na saída do túnel e não conseguiu evitar a pancada na traseira da Toro Rosso de Brendon Hartley. A direção de prova acionou o safety-car virtual para tentar limpar os detritos da pista espalhados, principalmente na saída da chicane do porto. O VSC durou pouco tempo e, tão logo a bandeira verde foi acionada novamente, Ricciardo abriu vantagem para Vettel — que cochilou na relargada — e partiu para uma vitória consagradora em Monte Carlo.

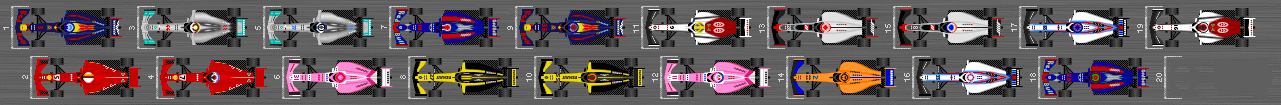
Resultado da corrida

## Pneus
| Nome do composto | Cor | Banda de rolamento | Condições de Tempo | Dry Type  | Aderência      | Longevidade   |
| ---------------- | --- | ------------------ | ------------------ | --------- | -------------- | ------------- |
| Hiper Macio      |     | Slick (P Zero)     | Seco               | Hypersoft | Mais aderência | Menos durável |
| Ultra Macio      |     | Slick (P Zero)     | Seco               | Ultrasoft | Médio          | Médio         |
| Super Macio      |     | Slick (P Zero)     | Seco               | Supersoft | Médio          | Médio         |

| Escolhas de Pneus de cada piloto para o GP de Mônaco: | Escolhas de Pneus de cada piloto para o GP de Mônaco: | Escolhas de Pneus de cada piloto para o GP de Mônaco: | Escolhas de Pneus de cada piloto para o GP de Mônaco: | Escolhas de Pneus de cada piloto para o GP de Mônaco: | Escolhas de Pneus de cada piloto para o GP de Mônaco: |
| ----------------------------------------------------- | ----------------------------------------------------- | ----------------------------------------------------- | ----------------------------------------------------- | ----------------------------------------------------- | ----------------------------------------------------- |
| Nº                                                    | Pilotos                                               | Equipe(s)                                             | Super Macio                                           | Ultra Macio                                           | Hiper Macio                                           |
| 44                                                    | Lewis Hamilton                                        | Mercedes                                              | 2                                                     | 2                                                     | 9                                                     |
| 77                                                    | Valtteri Bottas                                       | Mercedes                                              | 1                                                     | 3                                                     | 9                                                     |
| 5                                                     | Sebastian Vettel                                      | Ferrari                                               | 1                                                     | 2                                                     | 10                                                    |
| 7                                                     | Kimi Räikkönen                                        | Ferrari                                               | 1                                                     | 2                                                     | 10                                                    |
| 3                                                     | Daniel Ricciardo                                      | Red Bull-TAG Heuer                                    | 1                                                     | 1                                                     | 11                                                    |
| 33                                                    | Max Verstappen                                        | Red Bull-TAG Heuer                                    | 1                                                     | 1                                                     | 11                                                    |
| 11                                                    | Sergio Pérez                                          | Force India-Mercedes                                  | 1                                                     | 2                                                     | 10                                                    |
| 31                                                    | Esteban Ocon                                          | Force India-Mercedes                                  | 1                                                     | 2                                                     | 10                                                    |
| 18                                                    | Lance Stroll                                          | Williams-Mercedes                                     | 1                                                     | 1                                                     | 11                                                    |
| 35                                                    | Sergey Sirotkin                                       | Williams-Mercedes                                     | 1                                                     | 1                                                     | 11                                                    |
| 55                                                    | Carlos Sainz Jr.                                      | Renault                                               | 1                                                     | 1                                                     | 11                                                    |
| 27                                                    | Nico Hülkenberg                                       | Renault                                               | 1                                                     | 1                                                     | 11                                                    |
| 10                                                    | Pierre Gasly                                          | Toro Rosso-Honda                                      | 1                                                     | 2                                                     | 10                                                    |
| 28                                                    | Brendon Hartley                                       | Toro Rosso-Honda                                      | 1                                                     | 2                                                     | 10                                                    |
| 8                                                     | Romain Grosjean                                       | Haas-Ferrari                                          | 1                                                     | 3                                                     | 9                                                     |
| 20                                                    | Kevin Magnussen                                       | Haas-Ferrari                                          | 2                                                     | 2                                                     | 9                                                     |
| 14                                                    | Fernando Alonso                                       | McLaren-Renault                                       | 2                                                     | 2                                                     | 9                                                     |
| 2                                                     | Stoffel Vandoorne                                     | McLaren-Renault                                       | 2                                                     | 2                                                     | 9                                                     |
| 9                                                     | Marcus Ericsson                                       | Sauber-Ferrari                                        | 2                                                     | 1                                                     | 10                                                    |
| 16                                                    | Charles Leclerc                                       | Sauber-Ferrari                                        | 1                                                     | 2                                                     | 10                                                    |

## Resultados

### Treino Classificatório
| Pos.                     | Nº | Piloto            | Construtor                | Q1       | Q2       | Q3       | Grid |
| ------------------------ | -- | ----------------- | ------------------------- | -------- | -------- | -------- | ---- |
| 1                        | 3  | Daniel Ricciardo  | Red Bull Racing-TAG Heuer | 1:12.013 | 1:11.278 | 1:10.810 | 1    |
| 2                        | 5  | Sebastian Vettel  | Ferrari                   | 1:12.415 | 1:11.518 | 1:11.039 | 2    |
| 3                        | 44 | Lewis Hamilton    | Mercedes                  | 1:12.460 | 1:11.584 | 1:11.232 | 3    |
| 4                        | 7  | Kimi Räikkönen    | Ferrari                   | 1:12.639 | 1:11.391 | 1:11.266 | 4    |
| 5                        | 77 | Valtteri Bottas   | Mercedes                  | 1:12.434 | 1:12.002 | 1:11.441 | 5    |
| 6                        | 31 | Esteban Ocon      | Force India-Mercedes      | 1:13.028 | 1:12.188 | 1:12.061 | 6    |
| 7                        | 14 | Fernando Alonso   | McLaren-Renault           | 1:12.657 | 1:12.269 | 1:12.110 | 7    |
| 8                        | 55 | Carlos Sainz Jr.  | Renault                   | 1:12.950 | 1:12.286 | 1:12.130 | 8    |
| 9                        | 11 | Sergio Pérez      | Force India-Mercedes      | 1:12.848 | 1:12.194 | 1:12.154 | 9    |
| 10                       | 10 | Pierre Gasly      | Toro Rosso-Honda          | 1:12.941 | 1:12.313 | 1:12.221 | 10   |
| 11                       | 27 | Nico Hülkenberg   | Renault                   | 1:13.065 | 1:12.411 | —        | 11   |
| 12                       | 2  | Stoffel Vandoorne | McLaren-Renault           | 1:12.463 | 1:12.440 | —        | 12   |
| 13                       | 35 | Sergey Sirotkin   | Williams                  | 1:12.706 | 1:12.521 | —        | 13   |
| 14                       | 16 | Charles Leclerc   | Sauber-Ferrari            | 1:12.829 | 1:12.714 | —        | 14   |
| 15                       | 8  | Romain Grosjean   | Haas-Ferrari              | 1:12.930 | 1:12.728 | —        | 181  |
| 16                       | 28 | Brendon Hartley   | Toro Rosso-Honda          | 1:13.179 | —        | —        | 15   |
| 17                       | 9  | Marcus Ericsson   | Sauber-Ferrari            | 1:13.265 | —        | —        | 16   |
| 18                       | 18 | Lance Stroll      | Williams-Mercedes         | 1:13.323 | —        | —        | 17   |
| 19                       | 20 | Kevin Magnussen   | Haas-Ferrari              | 1:13.393 | —        | —        | 19   |
| Tempo dos 107%: 1:17.054 |    |                   |                           |          |          |          |      |
| 20                       | 33 | Max Verstappen    | Red Bull Racing-TAG Heuer | S/Tempo  | —        | —        | 202  |
| Fonte:                   |    |                   |                           |          |          |          |      |

Notas
- ↑1  – Romain Grosjean recebeu uma penalidade de três posições por causar um acidente na volta de abertura do Grande Prêmio da Espanha.
- ↑2  – Max Verstappen não obteve o seu tempo de volta no Q1, porém foi autorizado a largar e ainda recebeu punição de 15 posições (5 posições por ter mudado a caixa de câmbio não programada, mais 10 posições por uso de um terceiro MGU-K).[4]

### Corrida
| Pos.   | Nu. | Piloto            | Construtor                | Voltas | Tempo/Retirado | Grid | Pontos |
| ------ | --- | ----------------- | ------------------------- | ------ | -------------- | ---- | ------ |
| 1      | 3   | Daniel Ricciardo  | Red Bull Racing-TAG Heuer | 78     | 1:42:54.807    | 1    | 25     |
| 2      | 5   | Sebastian Vettel  | Ferrari                   | 78     | +7.336s        | 2    | 18     |
| 3      | 44  | Lewis Hamilton    | Mercedes                  | 78     | +17.013s       | 3    | 15     |
| 4      | 7   | Kimi Räikkönen    | Ferrari                   | 78     | +18.127s       | 4    | 12     |
| 5      | 77  | Valtteri Bottas   | Mercedes                  | 78     | +18.822s       | 5    | 10     |
| 6      | 31  | Esteban Ocon      | Force India-Mercedes      | 78     | +23.667s       | 6    | 8      |
| 7      | 10  | Pierre Gasly      | Toro Rosso-Honda          | 78     | +24.331s       | 10   | 6      |
| 8      | 27  | Nico Hülkenberg   | Renault                   | 78     | +24.839s       | 11   | 4      |
| 9      | 33  | Max Verstappen    | Red Bull Racing-TAG Heuer | 78     | +25.317s       | 20   | 2      |
| 10     | 55  | Carlos Sainz Jr.  | Renault                   | 78     | +69.013s       | 8    | 1      |
| 11     | 9   | Marcus Ericsson   | Sauber-Ferrari            | 78     | +69.864s       | 16   |        |
| 12     | 11  | Sergio Pérez      | Force India-Mercedes      | 78     | +70.461s       | 9    |        |
| 13     | 20  | Kevin Magnussen   | Haas-Ferrari              | 78     | +74.823s       | 19   |        |
| 14     | 2   | Stoffel Vandoorne | McLaren-Renault           | 77     | +1 volta       | 12   |        |
| 15     | 8   | Romain Grosjean   | Haas-Ferrari              | 77     | +1 volta       | 18   |        |
| 16     | 35  | Sergey Sirotkin   | Williams-Mercedes         | 77     | +1 volta       | 13   |        |
| 17     | 18  | Lance Stroll      | Williams-Mercedes         | 76     | +2 voltas      | 17   |        |
| 181    | 16  | Charles Leclerc   | Sauber-Ferrari            | 70     | Colisão        | 14   |        |
| 191    | 28  | Brendon Hartley   | Toro Rosso-Honda          | 70     | Colisão        | 15   |        |
| Ret    | 14  | Fernando Alonso   | McLaren-Renault           | 53     | Câmbio         | 7    |        |
| Fonte: |     |                   |                           |        |                |      |        |

Notas
- ↑1  – Charles Leclerc e Brendon Hartley não finalizaram a prova mas obtiveram a classificação pois completaram mais de 90% do tempo total da corrida. Além disso, Brendon Hartley foi penalizado com 5 segundos a mais no seu tempo final de prova por ter passado acima do limite de velocidade nos boxes durante sua parada para troca de pneus. Com isso, Hartley perdeu a 18ª posição, apesar de ter abandonado a corrida à frente de Leclerc.

## Curiosidade
- Foi utilizado pela primeira vez da fornecedora de pneus, Pirelli, o Hipermacio.
- A equipe Red Bull Racing faz a sua corrida de número 250 na Fórmula 1.[6]
- Última vitória de Daniel Ricciardo na Red Bull e última vitória do piloto até o Grande Prêmio da Itália de 2021.

## Voltas na Liderança
- Commons

| Nº de Voltas | Piloto           | Voltas |
| ------------ | ---------------- | ------ |
| 78           | Daniel Ricciardo | 1-78   |

## 2018DHLFastest Pit Stop Award

### Resultado
| 1      | 16 | Charles Leclerc  | Sauber-Ferrari            | 2.21 | 25 |
| 2      | 44 | Lewis Hamilton   | Mercedes                  | 2.38 | 18 |
| 3      | 5  | Sebastian Vettel | Ferrari                   | 2.38 | 15 |
| 4      | 77 | Valtteri Bottas  | Mercedes                  | 2.39 | 12 |
| 5      | 33 | Max Verstappen   | Red Bull Racing-TAG Heuer | 2.48 | 10 |
| 6      | 14 | Fernando Alonso  | McLaren-Renault           | 2.59 | 8  |
| 7      | 7  | Kimi Räikkönen   | Ferrari                   | 2.65 | 6  |
| 8      | 20 | Kevin Magnussen  | Haas-Ferrari              | 2.65 | 4  |
| 9      | 10 | Pierre Gasly     | Toro Rosso-Honda          | 2.70 | 2  |
| 10     | 28 | Brendon Hartley  | Toro Rosso-Honda          | 2.83 | 1  |
| Fonte: |    |                  |                           |      |    |

### Classificação
| Tabela do DHL Fastest Pit Stop Award \| Pos \| Construtor \| Pontos \| Var \| \| --- \| -------------------- \| ------ \| ------- \| \| 1 \| Red Bull-TAG Heuer \| 151 \| Estável \| \| 2 \| Mercedes \| 101 \| 2 \| \| 3 \| Ferrari \| 96 \| Estável \| \| 4 \| Williams-Mercedes \| 86 \| 2 \| \| 5 \| Sauber-Ferrari \| 59 \| 1 \| \| 6 \| Force India-Mercedes \| 38 \| 1 \| \| 7 \| McLaren-Renault \| 24 \| 1 \| \| 8 \| Toro Rosso-Honda \| 23 \| 1 \| \| 9 \| Haas-Ferrari \| 15 \| 1 \| \| 10 \| Renault \| 13 \| 1 \| |                      |        |         |
| Pos | Construtor           | Pontos | Var     |
| 1 | Red Bull-TAG Heuer   | 151    | Estável |
| 2 | Mercedes             | 101    | 2       |
| 3 | Ferrari              | 96     | Estável |
| 4 | Williams-Mercedes    | 86     | 2       |
| 5 | Sauber-Ferrari       | 59     | 1       |
| 6 | Force India-Mercedes | 38     | 1       |
| 7 | McLaren-Renault      | 24     | 1       |
| 8 | Toro Rosso-Honda     | 23     | 1       |
| 9 | Haas-Ferrari         | 15     | 1       |
| 10 | Renault              | 13     | 1       |

## Tabela do campeonato após a corrida
Somente as cinco primeiras posições estão incluídas nas tabelas.
| Pos | Piloto           | Pontos | Var     |
| --- | ---------------- | ------ | ------- |
| 1   | Lewis Hamilton   | 110    | Estável |
| 2   | Sebastian Vettel | 96     | Estável |
| 3   | Daniel Ricciardo | 72     | 2       |
| 4   | Valtteri Bottas  | 68     | 1       |
| 5   | Kimi Räikkönen   | 60     | 1       |

| Pos | Construtor         | Pontos | Var     |
| --- | ------------------ | ------ | ------- |
| 1   | Mercedes           | 178    | Estável |
| 2   | Ferrari            | 156    | Estável |
| 3   | Red Bull-TAG Heuer | 107    | Estável |
| 4   | Renault            | 46     | Estável |
| 5   | McLaren-Renault    | 40     | Estável |